# Hypsugo imbricatus
Hypsugo imbricatus (Horsfield, 1824) è un pipistrello della famiglia dei Vespertilionidi diffuso nell'Ecozona orientale.

## Descrizione

### Dimensioni
Pipistrello di piccole dimensioni, con la lunghezza della testa e del corpo tra 42,5 e 49 mm, la lunghezza dell'avambraccio tra 32,5 e 36 mm, la lunghezza della coda tra 35,5 e 38 mm, la lunghezza del piede tra 6,5 e 7 mm, la lunghezza delle orecchie tra 11 e 12,9 mm.

### Aspetto
Le parti dorsali sono marroni scure, mentre le parti ventrali sono leggermente più chiare e con la punta dei peli grigio cenere. Il muso è largo, con due masse ghiandolari sui lati. Le orecchie sono lunghe, triangolari, con l'estremità arrotondata ed un lobo circolare alla base anteriore. Il trago è falciforme, curvato in avanti e con una piccola proiezione triangolare alla base posteriore. Le ali sono attaccate posteriormente alla base delle dita dei piedi. La punta della lunga coda si estende leggermente oltre l'ampio uropatagio. Il calcar è provvisto di un lobo terminale piccolo ma visibile.

## Biologia

### Comportamento
Si rifugia tra le grandi foglie di alberi come il banano.

### Alimentazione
Si nutre di insetti.

## Distribuzione e habitat
Questa specie è diffusa nella provincia malese di Sarawak sull'isola del Borneo, Giava, Kangean, Bali, Lombok e Sulawesi.
Vive lungo i corsi asciutti di fiumi circondati da piantagioni e boschi di bambù.

## Conservazione
La IUCN Red List, considerato il vasto areale, la relativa abbondanza, la tolleranza a diversi tipi di habitat e l'assenza di minacce, classifica H.imbricatus come specie a rischio minimo (Least Concern)).